# Ikon
Das Ikon (gesprochen [ɪˈkoːn], Gen. des Ikons, Pl. die Ikone; von altgriechisch εἰκών eikṓn, deutsch ‚Bild‘ über englisch icon), auch ikonisches Zeichen, ist ein von Charles S. Peirce eingeführter Terminus der Zeichentheorie (Semiotik) und der Sprachwissenschaft (Linguistik) und bedeutet ein Zeichen, dessen Zeichenfunktion darauf beruht, dass es mit dem bezeichneten Gegenstand (Referenzobjekt) eine wahrnehmbare Ähnlichkeit hat. Die Ähnlichkeit kann visueller, klanglicher oder anderer Art sein, ist in jedem Falle aber von einer rein willkürlichen (arbiträren) Bezeichnung zu unterscheiden. Typische Beispiele für ikonische Zeichen sind Bilder, auf denen Motive abgebildet sind, die realen Objekten visuell ähnlich sind (z. B. Porträts).
Als Adjektiv wird ikonisch im weiteren Sinne auch synonym zu prägend, prototypisch bzw. archetypisch verwendet.

## Begriff des Ikons in der Semiotik
Der Begriff des Ikons wurde vor allem durch den US-amerikanischen Semiotiker Charles S. Peirce (1839–1914) geprägt, der zwischen drei Formen von Zeichen unterschied: Ikon, Index und Symbol.
In der Terminologie von Peirce unterscheidet sich das Ikon (idealtypisch) vom Symbol, welches ein Zeichen ist, dessen Beziehung zum Bezeichneten rein konventionell ist und „weder auf Ähnlichkeit noch auf ein[em] Ursache-Folge-Verhältnis“ beruht. Positiv definiert, ist ein Ikon ein Zeichen, bei dem zwischen dem Zeichen und dem Bezeichneten „ein Abbild-Verhältnis, eine Ähnlichkeit festzustellen ist“. Das Ikon im Sinne von Peirce ist weitgehend synonym mit dem Symbol in der Tradition der europäischen Terminologie.
Peirce fasste Bilder als eigene Zeichengruppe auf und nannte sie „Ikone“. In der neueren Bildwissenschaft spielt der Begriff Ikon hingegen als Synonym für „Bild“ eine wichtige Rolle. So wird etwa die wachsende Bedeutung von Bildern in modernen Mediengesellschaften und die entsprechende Umorientierung der bislang eher sprachlich orientierten Kulturwissenschaften („Linguistische Wende“) hin zu einem stärkeren Bedenken des Bildhaften unserer Kultur oft als „Ikonische Wende“ bezeichnet.
Charles W. Morris führte für den Grad der Ähnlichkeit zwischen dem Ikon und seinem Referenzobjekt den Terminus der Ikonizität ein.
Von einer Ikonifizierung spricht man (Rudi Keller), wenn ein anderer Zeichentyp zu einem Ikon wird. So kann ein Index (Symptom) ikonifizieren.
In Kritik der Peirceschen Zeichentheorie als einer nur repräsentationistischen wird im Rahmen einer instrumentalistischen Zeichentheorie ein Ikon wie folgt definiert: „Was ein Ikon zu einem Ikon macht, ist nicht die Ähnlichkeit, sondern die Methode der Interpretation, der assoziative Schluß“. Ein Ikon wirke als „Assoziationsimpuls“.

## Verwendung von ikonischen Zeichen
Viele alte Schriften benutzten Ikone, z. B. Hieroglyphenschriften oder die Keilschrift. In der gesprochenen Sprache gibt es Vergleichbares, die so genannten Onomatopoetika. Es gilt zu beachten, dass diese Zeichen teils nur noch sehr rudimentär die ursprüngliche Information enthalten (und damit schon nah am konventional definierten Symbol einzuordnen sind). Eine Vogel-Hieroglyphe steht vielleicht nicht mehr für das abgebildete Tier an sich, sondern für das abstrakte Prinzip „leichter als Luft“, oder es kann ein Verweis auf eine Vogelgottheit sein und steht dann für deren Funktion, etwa den Tod/das Sterben.
Heutzutage werden Ikone in vielfältigster Weise gebraucht, unter anderem in Form von Piktogrammen. Beispiele hierfür sind Verkehrsschilder, Pflegehinweise an Textilien, WC-Piktogramme, Verbotsschilder (auf denen etwa durchgestrichene Zigaretten, Hunde oder Handys abgebildet sind) oder Informationstafeln und Landkarten. Auch im Computerbereich sind Icons ein gebräuchliches Mittel zur einfacheren Gestaltung von grafischen Benutzeroberflächen (etwa in Form eines Papierkorbs oder einer Aktenmappe). Allgemein dienen derartige Piktogramme der schnellen und unkomplizierten Information, was zur Voraussetzung hat, dass die Vorlage des stilisierten Abbildes dem Betrachter geläufig und das Zeichen dadurch intuitiv verständlich ist.
Als weitere Beispiele für Ikone werden genannt: Schaubilder in Medien, Hinweisschilder, Lagepläne, musikalische Wiedergabe von Geräuschen; Wachsfigur im Panoptikum; Fotos, Gemälde; Zeichnungen; auch lautmalende Wörter, wie "Kikeriki!" oder "tschack!".